# Zbór Kościoła Adwentystów Dnia Siódmego w Kutnie

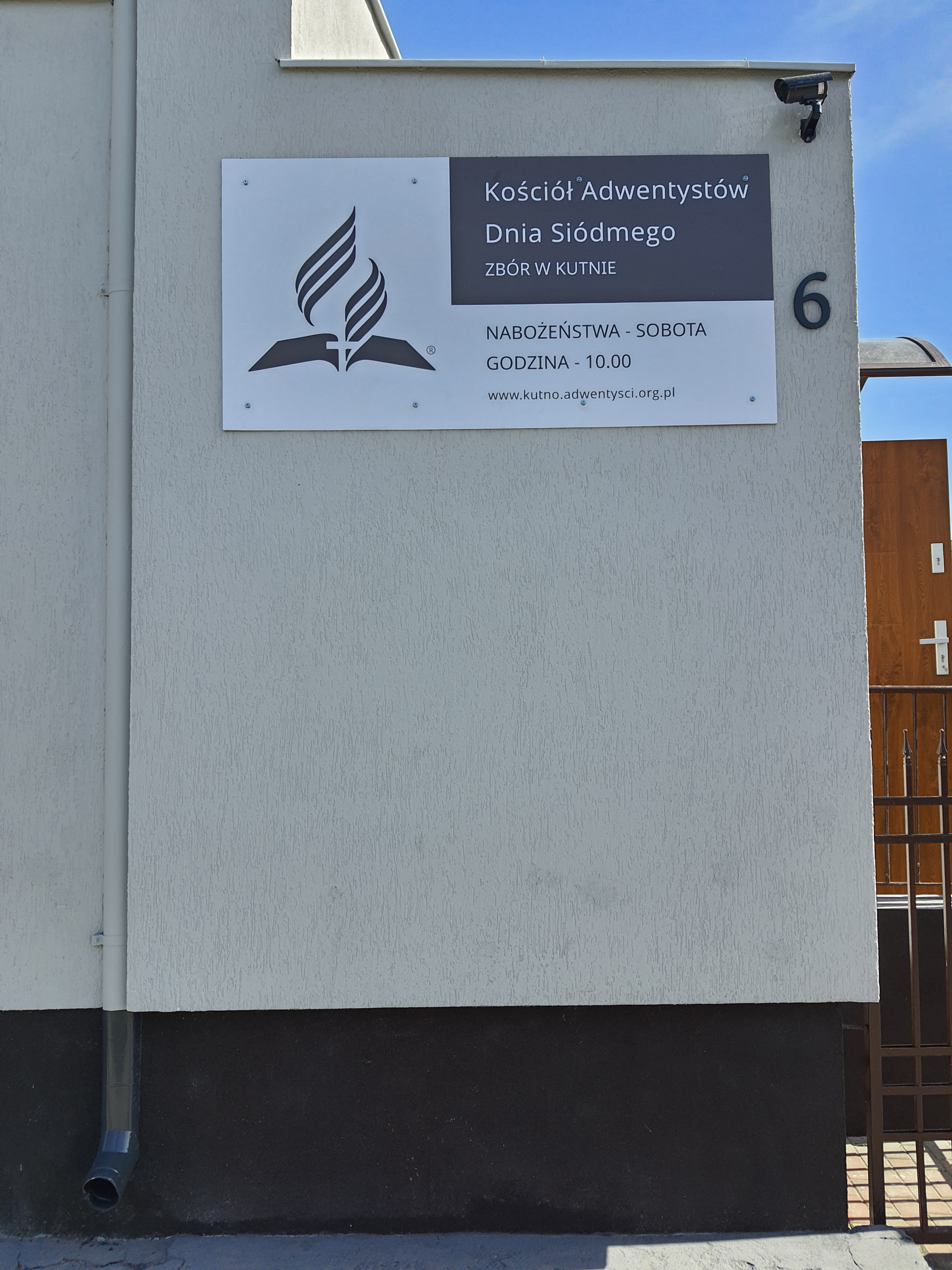
Budynek Kościoła Adwentystów Dnia Siódmego w Kutnie

Zbór Kościoła Adwentystów Dnia Siódmego w Kutnie – zbór adwentystyczny w Kutnie, należący do okręgu łódzkiego diecezji wschodniej Kościoła Adwentystów Dnia Siódmego w RP.
Pastorem zboru jest Grzegorz Korczyc.
Nabożeństwa odbywają w Domu Modlitwy przy ul. Sobieskiego 6 każdą sobotę od godz. 10.00.
Kutnowski zbór adwentystyczny został zawiązany w 1985 r. dzięki publicznym ewangelizacjom prowadzonym w Domu Kolejarza przez pastora Władysława Kosowskiego. Już wcześniej, bo pod koniec lat 70. odbywał się w Kutnie kolportaż literatury adwentystycznej wydawanej przez Znaki Czasu. W latach 90. poświęcono własny dom modlitwy.